# TJ Bohemians Praha (šachy)
TJ Bohemians Praha je český šachový klub, jeden z největších v Praze. Je součástí TJ Bohemians Praha. Klub je známý svým úspěšným tréninkem mládeže. Kromě bohaté účasti v soutěžích družstev se zde pořádají pravidelné šachové turnaje. 

## Historie
Jedná se o klub s bohatou tradicí, založený již v roce 1939. Nejlepších výsledků v novodobé historii dosahoval počátkem devadesátých let, když v sezóně 1993-94 dokonce vyhrál extraligu. Tým "A" hrál naposledy extraligu v sezóně 2012-13.

## Hráči
Za klub v minulosti hrála či stále hraje řada špičkových hráčů např.
- Břetislav Modr vydavatel ŠACHinfo,  Jiří Jirka,  Petr Zvára,  Lukáš Černoušek